# توحيد الأسماء والصفات
توحيد الأسماء والصفات. في العقيدة الإسلامية وفي باب توحيد الله نجد علم التوحيد يدرس كل ما يتعلق بذات الله من أسماء وصفات وقواعد وأصول وأقوال الطوائف الإسلامية.

## ما يجب الاعتقاد به في الأسماء والصفات
يجب الإيمان بما وصف الله به نفسَه في كتابه، أو وَصَفَه به رسوله، من الأسماء الحسنى والصفات العلى وإمرارها كما جاءت على الوجه اللائق به - سبحانه وتعالى - كما يعرف أيضاً بأنه اعتقاد انفراد الله - عز وجل - بالكمال المطلق من جميع الوجوه بنعوت العظمة، والجلال، والجمال وذلك بإثبات ما أثبته الله لنفسه، أو أثبته له رسوله من الأسماء والصفات، ومعانيها وأحكامها الواردة بالكتاب والسنة.
كما عرفه الشيخ عبد الرحمن بن ناصر السعدي " توحيد الأسماء والصفات: وهو اعتقاد انفراد الرب - جل جلاله - بالكمال المطلق من جميع الوجوه بنعوت العظمة، والجلال، والجمال التي لا يشاركه فيها مشارك بوجه من الوجوه.
وذلك بإثبات ما أثبته الله لنفسه، أو أثبته له رسوله من جميع الأسماء، والصفات، ومعانيها، وأحكامها الواردة في الكتاب والسنة على الوجه اللائق بعظمته وجلاله، من غير نفي لشيء منها، ولا تعطيل، ولا تحريف، ولا تمثيل.
ونفي ما نفاه عن نفسه، أو نفاه عنه رسوله من النقائص والعيوب ومن كل ما ينافي كماله ".

### معنى التعطيل والتحريف، والتمثيل
التمثيل: هو اعتقاد مماثلة أي شيء من صفات الله تعالى لصفات المخلوقات.
وأما التكييف: فهو اعتقاد أن صفات الله تعالى على كيفية أي شيء مما تتخيله أو تدركه العقول أو تحده.
وليس المقصود نفي وجود كيفية لصفات الله، وإنما المقصود نفي علم الخلق بهذه الكيفية كما بين ذلك الإمام مالك رحمه الله وغيره من السلف عندما سُئلوا عن قوله تعالى: الرَّحْمَنُ عَلَى الْعَرْشِ اسْتَوَى [طـه:5].
قالوا: الاستواء معلوم، والكيف مجهول، والإيمان به واجب، والسؤال عنه بدعة. وكذلك قال ربيعة شيخ مالك قبله: الاستواء معلوم، والكيف مجهول، ومن الله البيان، وعلى الرسول البلاغ، وعلينا الإيمان.
وأما معنى تنزيهاً: ففي اللغة يقال: نزه نفسه عن القبيح تنزيهاً أي: نحَّاها.
والمقصود الشرعي: نفي كل ما لا يليق بالله سبحانه كتنزيهه عن الصاحبة والولد والسِّـنة والنوم وما شابه ذلك.
وأما التعطيل: فهو نفي صفات الله تعالى أو أسمائه وإنكار قيام صفات الله تعالى به، ومن أعظمه جحود الرب تعالى، بأن ينكر وجوده.
وأما التأويل: فهو لفظ يستعمل في ثلاثة معانٍ:
أحدها: التأويل بمعنى التفسير، وهذا هو الغالب على اصطلاح المفسرين للقرآن.
والثاني: التأويل هو الحقيقة التي يؤول إليها الكلام كما قال تعالى: هَلْ يَنْظُرُونَ إِلَّا تَأْوِيلَهُ يَوْمَ يَأْتِي تَأْوِيلُهُ يَقُولُ الَّذِينَ نَسُوهُ مِنْ قَبْلُ قَدْ جَاءَتْ رُسُلُ رَبِّنَا بِالْحَقّ [الأعراف:53]
أي هل ينظرون إلا وقوع ما أخبر به، كما قال يوسف عليه السلام حين وقعت رؤياه: هَذَا تَأْوِيلُ رُؤْيايَ مِنْ قَبْلُ [يوسف:100].
والمعنى الثالث: فهو صرف اللفظ عن الاحتمال الراجح إلى الاحتمال المرجوح لدليل يقترن به.
فإن صرف إلى الاحتمال المرجوح بغير دليل فهو التحريف والمذموم، وهو المعنى المقصود في العبارة المذكورة في السؤال.
والله أعلم.

## أهمية توحيد الأسماء والصفات
1. أن الإيمان به داخل في الإيمان بالله - عز وجل - إذلا يستقيم الإيمان بالله حتى يؤمن العبد بأسماء الله وصفاته.
2. أن معرفة توحيد الأسماء والصفات والإيمان به كما آمن السلف الصالح - عبادة لله - عز وجل - فالله أمرنا بذلك، وطاعته واجبة.
3. الإيمان به كما آمن السلف الصالح طريق سلامة من الانحراف والزلل الذي وقع فيه أهل التعطيل، والتمثيل، وغيرهم ممن انحرف في هذا الباب.
4. الإيمان به على الوجه الحقيقي سلامة من وعيد الله، قال الله تعالى في القرآن الكريم (وَذَروا الَّذِينَ يُلْحِدُونَ فِي أَسْمَائِهِ سَيُجْزَوْنَ ما كَانُوا يَعْمَلُونَ) [الأعراف: 180].
5. هذا العلم من أشرف العلوم، وأجلها على الإطلاق؛ لأنّ فيه معرفة بالله، وليس بخلق من خلقه أو شيء من الأشياء، وفي الحديث النّبويّ: «خيركم من تعلّم القرآن وعلّمه» و «من يرد الله به خيرا يفقّهه في الدّين».
6. أن أعظم آية في القرآن هي آية الكرسي، وإنما كانت أعظم آية لاشتمالها على هذا النوع من أنواع التوحيد.
7. أن سورة الإخلاص تعدل ثلث القرآن؛ لأنها أخلصت في وصف الله.
8. أن الإيمان به يثمر ثمرات عظيمة، وعبودياتٍ متنوعةً، ويتبين لنا شيء من ذلك عند الحديث عن ثمرات الإيمان بتوحيد الأسماء والصفات.
9. العلم بأسماء الله وصفاته يفتح للعبد باب معرفة الرب تبارك وتعالى.
10. أساس العلم الصحيح هو الإيمان بالله وبأسمائه وصفاته.
11. العلم بأسماء الله وصفاته هو حياة القلوب.[3]

## مؤلفات توحيد الأسماء والصفات
- القواعد المثلى في صفات الله تعالى وأسمائه الحسنى للشيخ ابن عثيمين.

## وصلات خارجية
- 10 تابع الاسماء والصفات وكلام ابن القيم على يوتيوب.
- القواعد المثلى في معرفة صفات الله العليا
- قواعد في الأسماء والصفات